# Aklimaite
L'aklimaite è un minerale scoperto sul monte Lakargi nella Repubblica di Cabardino-Balcaria, Caucaso settentrionale, Russia. ed approvato dall'IMA nel 2011.
L'aklimaite è un sorosilicato con una struttura non conosciuta in precedenza, è formata da strati corrugati di poliedri centrati su un atomo di Ca formati da un'alternanza di colonne di ottaedri di Ca che condividono uno spigolo e poliedri con numero di coordinazione 7, questi si estendono in direzione [010] e sono connessi con poliedri di Ca con numero di coordinazione 7 di tipo diverso tramite gli spigoli in comune. I tetraedri centrati sul Si formano gruppi isolati di Si2O5(OH)2 combinati tra loro in catene interrotte ("linee tratteggiate") che condividono gli spigoli O-O con i poliedri di Ca degli altri strati.

## Morfologia
L'aklimaite è stata rinvenuta in piccoli cristalli di forma colonnare o di assicella, appiattiti in direzione {001} ed allungati in direzione {010}, spesso aggregati in sferule.

## Origine e giacitura
L'aklimaite è stata scoperta nella xenolite calcarea nell'ignimbrite. Il minerale è di origine idrotermale e si presenta nella cavità formata nella larnite alterata in associatione con minerali del gruppo dell'humite, idrogrossularia, afwillite, bultfonteinite ed ettringite.